# Sólo para ti (álbum de Sergio Dalma)
Sólo para ti es el nombre del cuarto álbum de estudio del cantante español Sergio Dalma. El álbum fue grabado en los estudios de grabación K.S. Estudios de la ciudad Barcelona, España entre julio y noviembre de 1993. Fue producido por el compositor y productor español Luis Gómez Escolar y coproducido por Julio Seijas. Fue lanzado al mercado el 20 de noviembre de 1993 y única para la compañía discográfica Polydor Latino.

## Lista de canciones
| N.º   | Título                   | Escritor(es)                                        | Duración |  |
| 1.    | «Sólo para ti»           | Luis Gómez Escolar, Julio Seijas                    | 4:19     |  |
| 2.    | «Ninguna me amó como tú» | Luis Gómez Escolar, Julio Seijas                    | 3:52     |  |
| 3.    | «Cruzando tu frontera»   | Luis Gómez Escolar, Julio Seijas                    | 4:10     |  |
| 4.    | «Qué chica (Che donna)»  | Toto Cutugno                                        | 3:52     |  |
| 5.    | «Ser como tú»            | Sergio Dalma, Luis Gómez Escolar, Julio Seijas      | 3:49     |  |
| 6.    | «Bailando con Ana»       | Luis Gómez Escolar, Julio Seijas                    | 4:47     |  |
| 7.    | «La mujer de mi vida»    | Joseph Campanella, Luis Gómez Escolar, Julio Seijas | 5:05     |  |
| 8.    | «Volveré (Io Vorrei)»    | Toto Cutugno, Sandro Giacobbe                       | 4:02     |  |
| 9.    | «Cosas mías»             | Sergio Dalma, Luis Gómez Escolar, Juan Giralt       | 4:19     |  |
| 10.   | «No te separes de mí»    | Sergio Dalma, Luis Gómez Escolar, Julio Seijas      | 3:37     |  |
| 11.   | «Chicas veneno»          | Luis Gómez Escolar                                  | 3:40     |  |
| 12.   | «Buscando a Eva»         | Luis Gómez Escolar                                  | 3:50     |  |
| 49:24 |                          |                                                     |          |  |

## Personal
- Nonô - Ingeniero
- Carlos Benavent - mandolina
- Andrea Bronston - Coros
- Kitflus Mas - Piano, Arreglista, Director, teclados, programación
- Matt Simon - trompeta
- Laurent Vernerey - Bajo (eléctrico)
- David Revuelto - Arreglista, Programación, Productor Ejecutivo
- D. Cales - Coros
- Xavier Figuerola - saxofón
- Ricardo Miras - Fotografía
- Loic Pontieux - Batería
- J. Vila - Coros
- Joan Surribas - Supervisor Técnico
- Tony Carmona - Guitarra (acústica)
- Alain Morand - Mastering
- Nacho Lesco - Asistente de producción